# Еспен Бордсен
Еспен Бордсен (норв. Espen Baardsen, нар. 7 грудня 1977, Сан-Рафаель) — норвезький футболіст, що грав на позиції воротаря.
Виступав, зокрема, за клуби «Тоттенгем Готспур» та «Вотфорд», а також національну збірну Норвегії.

## Клубна кар'єра
Народився 7 грудня 1977 року в американському Сан-Рафаелі.
У дорослому футболі дебютував 1996 року виступами в Англії за команду клубу «Тоттенгем Готспур», в якій провів чотири сезони, взявши участь у 23 матчах чемпіонату. 
Своєю грою за цю команду привернув увагу представників тренерського штабу клубу «Вотфорд», до складу якого приєднався 2000 року. Відіграв за клуб з Вотфорда наступні два сезони своєї ігрової кар'єри. Більшість часу, проведеного у складі «Вотфорда», був основним голкіпером команди.
Завершив професійну ігрову кар'єру у клубі «Евертон», за команду якого виступав протягом 2002—2003 років.

## Виступи за збірні
Маючи подвійне громадянство США і Норвегії, залучався до складу молодіжної збірної Норвегії.
У 1998 році дебютував в офіційних матчах у складі національної збірної Норвегії. Протягом кар'єри у національній команді, яка тривала 3 роки, провів у формі головної команди країни 4 матчі.
У складі збірної був учасником чемпіонату світу 1998 року у Франції.

## Титули і досягнення
- Володар Кубка Футбольної ліги (1):

«Тоттенгем Готспур»: 1998-99